# Gottlieb William Leitner

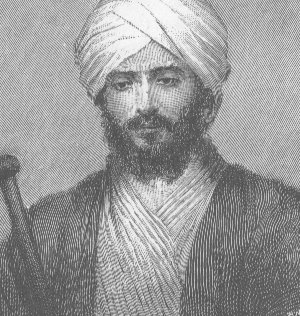
Leitner in Dardistan (1894)

G. W. Leitner (1899)

Gottlieb William Leitner (geboren 14. Oktober 1840 in Pest, Kaisertum Österreich; gestorben 22. März 1899 in Bonn) war ein Orientalist.

## Leben
Gottlieb Wilhelm Leitner wurde 1840 in Pest in eine jüdische Familie geboren. Seine Mutter war Marie Henriette Herzberg. Sein Vater Leopold Saphir, ein Arzt, starb als Gottlieb noch sehr jung war und seiner Mutter heiratete anschließend Johann Moritz Leitner. Gottlieb und seine Schwester Elisabeth, die Mutter des britischen Politikers Leopold Stennett Amery, führten danach den Namen Leitner.
Leitner erhielt seine Ausbildung in Konstantinopel, im damaligen Brussa, in Malta und am King’s College London. Er wurde dort im Jahr 1859 Lehrer des Arabischen und Türkischen und begab sich einige Jahre später nach Lahore in Indien, wo er sich durch Gründung zahlreicher Lehranstalten (darunter des Punjab University College), literarischer Gesellschaften und öffentlicher Bibliotheken verdient machte.
Von großer Bedeutung wurden seine in den Jahren 1866–1870 im Auftrag der Regierung des Pandschab unternommenen Forschungsreisen in Kaschmir, Kleintibet, Ladakh, Dardistan etc. besonders durch die Entdeckung der mit dem Sanskrit verwandten Dardischen Sprachen, die er unter großen Schwierigkeiten erlernte und in dem Werk The races and languages of Dardistan (Lahor 1867–1871, 2 Bde.; 2. Aufl. 1877) wissenschaftlich behandelte, und durch Auffindung der Überreste eines Volksstammes, in welchem Leitner auf Grund vorgefundener griechisch-buddhistischer Skulpturen Nachkommen einer makedonischen Niederlassung aus der Zeit Alexanders d. Gr. vermutet.
Seine reichhaltige Sammlung altindischer und zentralasiatischer Altertümer, Münzen, Skulpturen und Manuskripte erregte auf der Wiener Weltausstellung im Jahr 1873 großes Aufsehen.

## Publikationen
- On the Sciences of language and of ethnography, with general reference to the language and customs of the people of Hanza: A report of an extempore address. (nach 1856).
- Introduction to a philosophical Grammar of Arabic: Being an attempt to discover a few simple principles in Arabic Grammar. Reprinted and slightly enlarged from the „Panjab Educational Magazine“, Lahore 1871
- The Sinin-i-Islam; The races of Turkey; History of Dardistan, songs, legends etc; Graeco-budhistic discoveries; History of indigenous education in the Panjab since annexation.
- A lecture on the races of Turkey, both of Europe and of Asia, and the state of their education: being, principally, a contribution to Muhammadan education. Lahore 1871.
- A detailed analysis of Abdul Ghafur's dictionary of the terms used by criminal tribes in the Panjab. Lahore 1880.
- History of indigenous education in the Punjab since annexation and in 1882. Calcutta 1882. Reprint Delhi: Amar Prakashan, 1982.
- The Hunza and Nagyr handbook being an introduction to a Knowledge of the language. Calcutta 1889.
- Dardistan in 1866, 1886 and 1893: being an account of the history, religions, customs, legends, fables, and songs of Gilgit, Chilas, Kandia (Gabrial), Yasin, Chitral, Hunza, Aagyr, and other parts of the Hindukush, Reprint der Ausgabe Woking, Oriental Univ. Inst., 1893, New Delhi: Bhavana Books & Prints, 2001, ISBN 81-86505-49-0.
- Dardistan in 1866, 1886 and 1893: being an account of the history, religions, customs, legends, fables and songs of Gilgit Chilas, Kandia (Gabrial) Yasin, Chitral, Hunza, Nagyr and other parts of the Hindukush; as also a suppl. to the 2. ed. of The Hunza and Nagyr handbook and an epitome of p. 3 of the author's "The languages and races of Dardistan" (online). Reprint of the edition 1889, Karachi: Indus Publ., 1985.